# Moliens
Moliens település Franciaországban, Oise megyében. Lakosainak száma 1126 fő (2022. január 1.). Moliens Romescamps, Blargies, Broquiers, Monceaux-l’Abbaye, Saint-Arnoult, Saint-Thibault, Sarcus és Abancourt községekkel határos.

## Népesség
A település népességének változása:
| Lakosok száma | 1096 | 1135 | 1162 | 1158 | 1151 | 1147 | 1144 | 1135 | 1126 |
|               | 2013 | 2015 | 2016 | 2017 | 2018 | 2019 | 2020 | 2021 | 2022 |